# Тейлор Уайлд
Шанте́ль Лари́сса Мала́вски (англ. Shantelle Larissa Malawski, род. 26 января 1986, Торонто) — канадский реслер, наиболее известная по своим выступлениям в Total Nonstop Action Wrestling (TNA) под именем Те́йлор Уа́йлд (англ. Taylor Wilde). Малавски была на развивающем контракте в WWE в 2006—2007 годах, но так и не совершила дебют. В мае 2008 года, Малавски подписала контракт с TNA, где стала однократной чемпионкой среди нокаутов и двукратной командной чемпионкой среди нокаутов с Саритой и Хамадой. Малавски стала первой кто владел обоими этими титулами. После увольнения из TNA в декабре 2010 года, Малавски объявила о завершении карьеры. Её последний матч состоялся 5 февраля 2011 года. 25 апреля 2021 года возобновила карьеру вернувшись в Impact Wrestling (ранее именовавшийся TNA) на шоу Rebellion.

## Карьера в реслинге
Малавски совершила свой дебют в реслинге в июне 2003 года в возрасте 17 лет под именем Шантель Тейлор (англ. Shantelle Taylor). В 2004 году Малавски снялась в документальном фильме о реслинге канала Discovery — Slam Bam. В 2005 году она выиграла свой первый титул в New Vision Pro Wrestling. Малавски выступала в различных независимых организациях, включая Shimmer Women Athletes, Ring Divas' Battle Angels, Twin Wrestling Entertainment и Blood Sweat and Ears. 16 апреля 2006 года Малавски победила Трейси Брукс и стала первой чемпионкой Battle Angels Women’s Champion.
В декабре 2005 года она отправилась на пробы в WWE. В мае 2006 года Малавски подписала контракт с WWE и отправилась на их подготовительную площадку Deep South Wrestling. Дебют на ринге Deep South Wrestling состоялся 27 июня 2006 года против Крисси Вейн, который выиграла последняя. В январе 2007 года Малавски участвовала в домашних шоу WWE в образе японского реслера в маске под именем Сан-Ай (англ. San-Eye). В июне 2007 Малавски участвовала в тёмных матчах перед записями SmackDown!, где она продолжила выступать в маске. В 2007 году Шантель была переведена в Florida Championship Wrestling, где она дебютировала 26 июня в матче против Нетти Нейдхарт и Крисси Вейн. 13 августа 2007 года Малавски была освобождена от своего контракта. После увольнения Шантель вернулась в независимые организации и решила посвятить больше времени образованию.

### Total Nonstop Action Wrestling

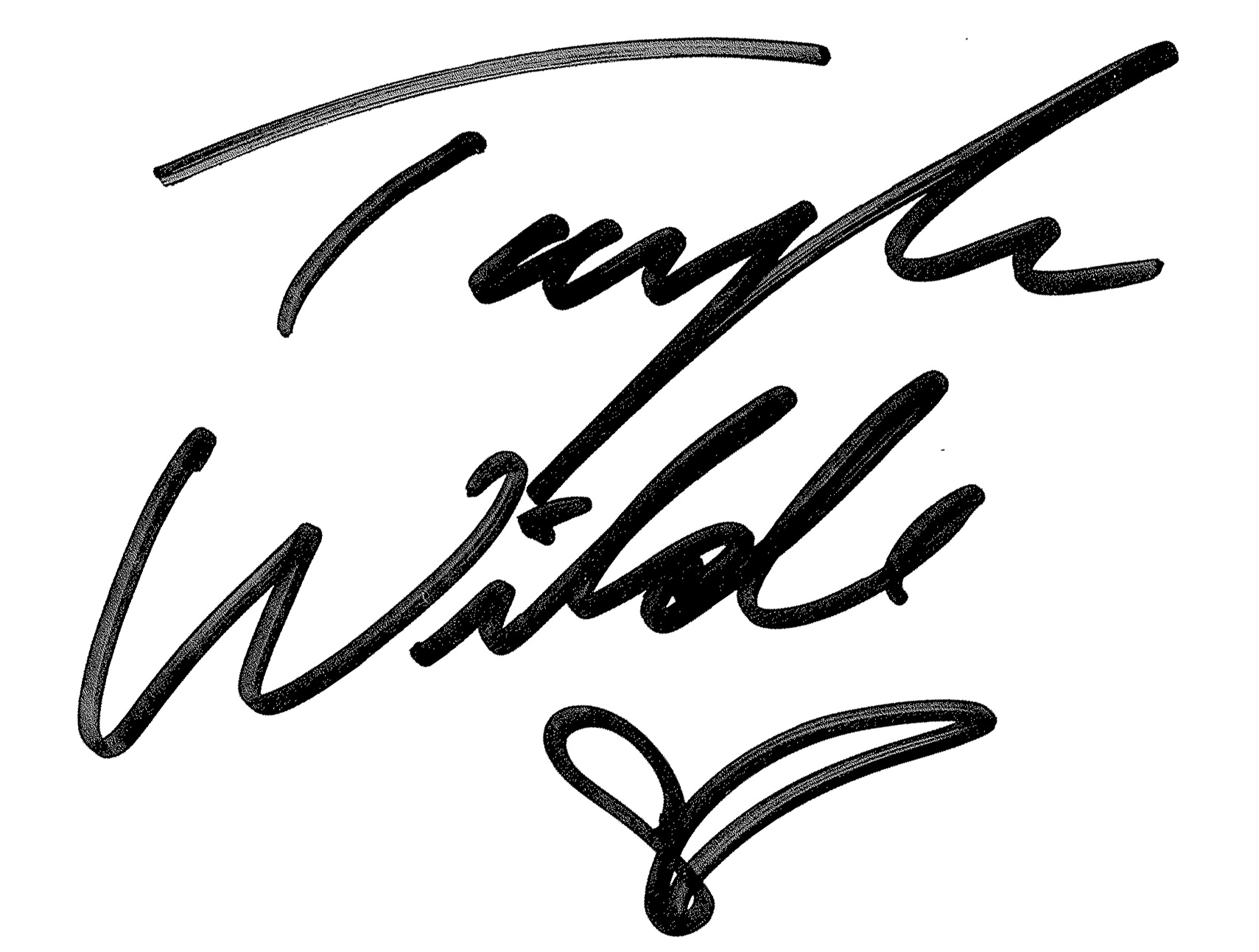
Автограф Тейлор Уайлд

Свой пробный матч в Total Nonstop Action Wrestling (TNA) Малавски провела против Раиши Саид. В мае 2008 года Малавски подписала контракт и стала официальной частью ростера TNA. Свой дебют на шоу она совершила на эпизоде Impact! 29 мая, она присутствовала среди тех ответил на открытый вызов Невероятной Конг, но не была выбрана для поединка. История повторилась на Impact! 5 июня. 19 июня она наконец-то сразилась с Конг. Она была названа Тейлор и хотя ей не удалось победить, она подобралась к победе ближе своих предшественниц. 3 июля Тейлор победила Раишу Саид и получила право сразиться с Конг за титул чемпионки TNA среди нокаутов. На следующей неделе она стала использовать имя и победила Конг став чемпионкой нокаутов через месяц после своего дебюта в TNA. На Victory Road Уайлд защитила титул от Конг.
24 июля 2008 года Уайлд победила Вэлвит Скай за 5 секунд, Скай потребовала начать матч сначала и Уайлд победила её ещё раз, на этот раз за 20 секунд. Уайлд выиграла свой матч на Bound for Glory против Невероятной Конг и Рокси и сохранила свой титул. На Impact! 23 октября Уайлд проиграла титул Конг из-за вмешательства Саид.
На Turning Point она объединилась с Рокси чтобы победить Раишу Саид и Невероятную Конг. Далее некоторое время Уаилд враждовала с The Beautiful People объединясь с ODB и Рокси.

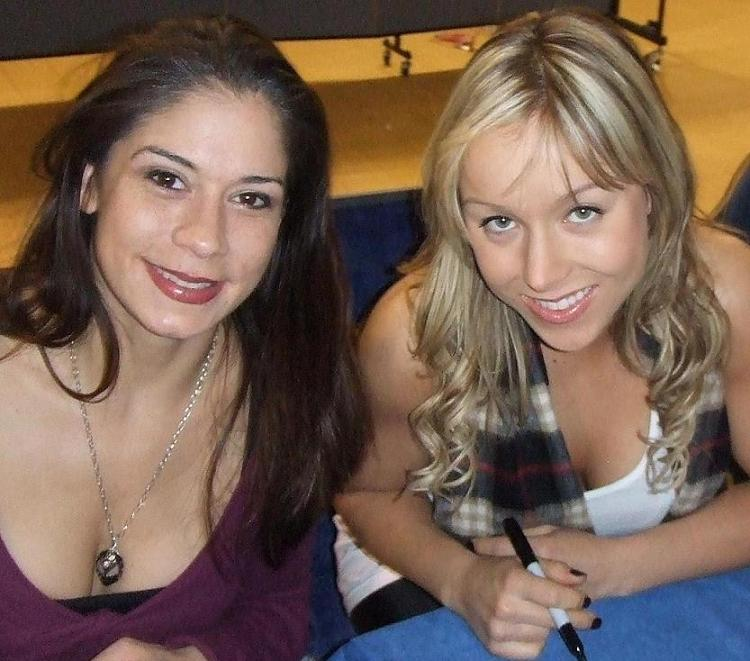
Сарита и Тайлор Уайлд.

В августе 2009 Уайлд объединилась с Саритой чтобы принять участие в турнире за пояса командных чемпионов TNA среди нокаутов. В четвертьфинале они победили Алиссу Флэш и Даффни. В полуфинале Уайлд и Сарита победили Конг и Раишу Саид. На No Surrender, в финале турнира, Уайлд и Сарита победили Мэдисон Рейн и Вэлвит Скай, став первыми командными чемпионками TNA. Уайлд и Сарита успешно защищали свои титулы от The Beautiful People на Bound for Glory и Turning Point. 4 января 2010 года проиграли титулы Хамаде и Конг. 8 марта Уайлд и Сарита пробовали вернуть себе титулы, но безуспешно. Уайлд не выигрывала до 25 июня, где на шоу TNA Xplosion победила Даффни. 1 июля 2010 Сарита атаковала Уайлд положив конец их альянсу.
На Impact! 5 августа Уайлд обединилась с Хамадой для противостояния The Beautiful People за титул командных чемпионок TNA. Уайлд и Хамада победили став двукратными чемпионками. 6 декабря они были лишены титулов, поскольку Хамада была освобождена от её контракта с TNA. Через три дня контракт Уайлд также закончился. Малавски подтвердила своё увольнение из TNA 29 декабря 2010 года.
10 января 2011 года, в интервью британской газете The Sun, Малавски заявила о завершении карьеры реслера для изучения психологии. Свой последний матч она провела 5 февраля 2011 года в организации ChickFight, где она победила Алиссу Флэш.
Начиная с 8 апреля 2021 года в эфире Imapct Wrestling стали крутить ролики, из которых со временем стало понятно, что Тейлор Уайлд возвращается в компанию. 25 апреля 2021 года на PPV Rebellion Тейлор вышла к рингу и спасла Тэниль Дэшвуд от избиения Деонной Пураццо, Кимбер Ли и Сьюзан.

## Личная жизнь
Малавски изучала психологию в Йоркском университете. Также она имела намерения учиться на журналистку. 25 октября 2010 года Малавски объявила о помолвке с Оливером Митчеллом. Шантель училась в Хамбер колледже пожарного, после чего с 5 января 2015 года работала в пожарной охране. 18 ноября 2017 года вышла замуж за пожарного Дэвида Ройнона. 20 апреля 2018 года у пары родился ребёнок.

## Гиммик
- Завершающие приёмы
  - Ракетный дропкик[1]
  - Вариации удержаний[12][15][20]

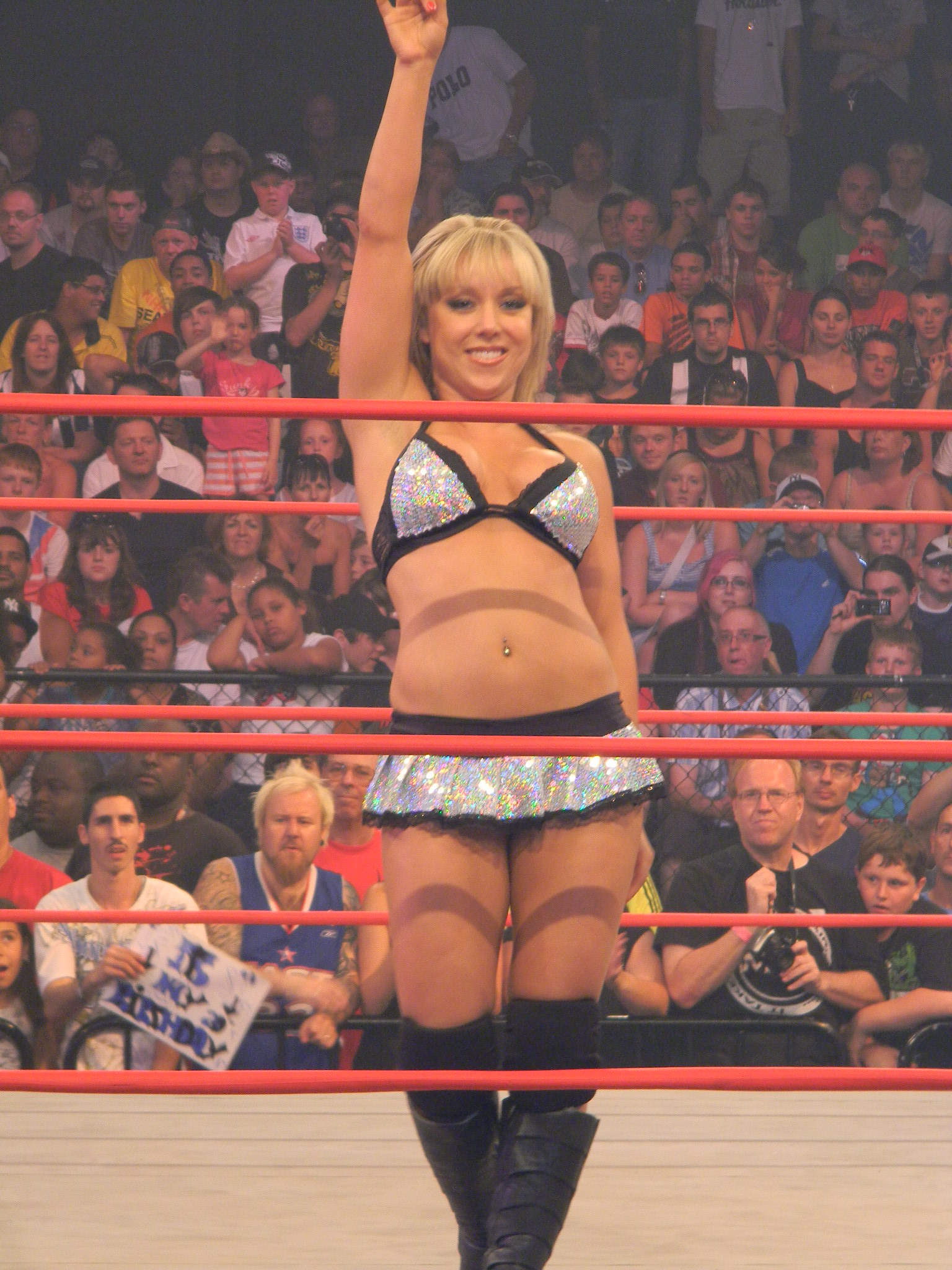
Тейлор Уайлд в июне 2010 на шоу TNA.

  - Wilde Ride (Bridging German suplex)[22][45]

- Коронные приёмы
  - Оттаскивание за руку[1][46][6]
  - Handspring back elbow[6]
  - Лариат ногами[6]
  - Northern Lights suplex[16][47][19]
  - Tilt-a-whirl headscissors takedown[6]

- С Хамадой
  - Завершающие приёмы
    - Самоанский дроп (Хамада) / Штопорный некбрейкер с разбега (Уайлд)[46]

- С Саритой
  - Завершающие приёмы
    - Дропкик с трамплина (Сарита) / Wilde Ride (Уайлд)[23]

  - Коронные приёмы
    - Лунное сальто с поддержкой[21][48]

- Прозвища
  - «The Upset Queen»[49]

- Музыкальные темы
  - «Stricken» от No Doubt (Shimmer)
  - «All American Girl» от Дейла Оливера (TNA)[50]
  - «Poison» от Дейла Оливера (TNA)[51]

## Титулы и награды
- New Vision Pro Wrestling

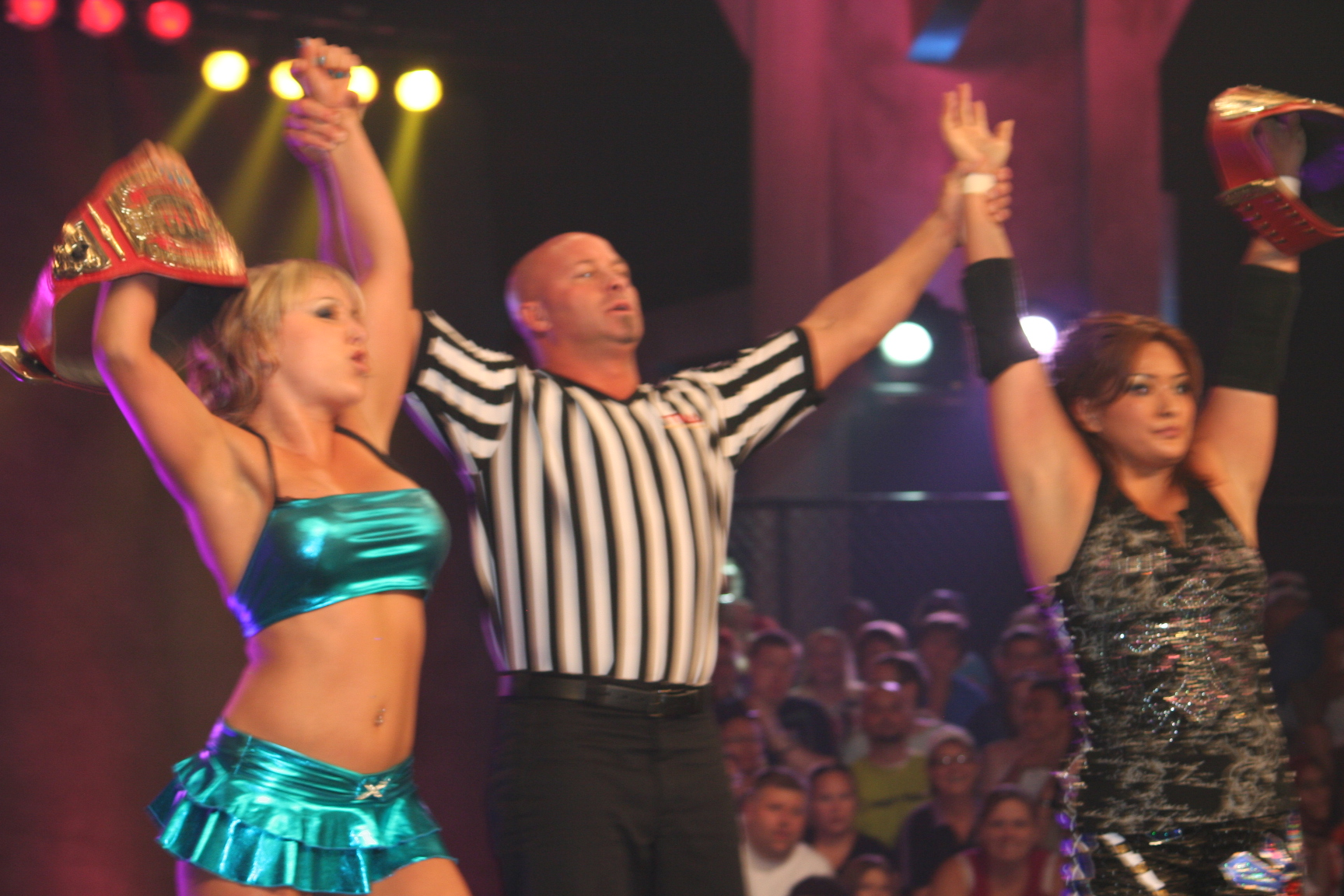
Уайлд и Хамада с поясами командных чемпионов TNA среди нокаутов

  - NVPW Women’s Championship (1 раз)[1]
- Pro Wrestling Illustrated
  - PWI ставит её под № 10 в списке 50 лучших женщин-реслеров в 2009 году[52]
- RingDivas Women’s Wrestling
  - RingDivas FightGirl World Championship (1 раз)[1]
- Total Nonstop Action Wrestling
  - Чемпион TNA среди нокаутов (1 раз)[13]
  - Камандный чемпион TNA среди нокаутов (2 раза) — с Саритой (1) и Хамадой (1)[1]
  - Подедитель командного турнира TNA среди нокаутов в 2009 году — с Саритой[1]
- Women Superstars Uncensored
  - WSU Tag Team Championship (1 раз) — с Эми Ли